# Pionierspad
Het Pionierspad (LAW 1-2) is een langeafstandswandelpad in Nederland, van Steenwijk naar Muiden met een lengte van 208 kilometer. Het pad is in beide richtingen gemarkeerd met wit-rode tekens. (Het bijbehorende boekje, uit 2004, is uitverkocht. Gedetailleerde kaarten van de diverse etappes kunnen op de website van Wandelnet worden gedownload.) Het pad sluit aan op het Friese Woudenpad en het Floris V-pad. Het pad wordt beheerd door Wandelnet.
Met het Friese Woudenpad en het Floris V-pad vormt het Pionierspad het Diagonaalpad.

## De route
Het pad loopt van Steenwijk via Giethoorn naar Vollenhove, waar het Zuiderzeepad wordt gekruist, en van daar via Schokland naar het Ketelmeer. Via de buitenwijken van Lelystad en de dijk langs het Markermeer gaat de route langs de Knardijk richting Zeewolde. (Er is ook een variant langs de oostzijde van Lelystad.) Achter Zeewolde wordt het Nuldernauw bereikt; langs randmeren en door bos wordt Almere-Haven bereikt. Bij Muiderberg steekt de route het Gooimeer over, om langs de kust van het IJmeer in Muiden te eindigen.
Het pad sluit in Steenwijk aan op het Friese Woudenpad, het Domelapad en het Overijsselpad, en in Muiden op het Zuiderzeepad en het Floris V-pad.
Aansluitingen op het openbaar vervoer bestaan uit stations te Almere-Stad (op enige afstand van de route), Lelystad (idem) en Steenwijk, en busverbindingen met de meeste andere plaatsen.
Langs de route zijn meestal voldoende kampeermogelijkheden, behalve tussen Lelystad en Kraggenburg (bij Vollenhove). Horeca en winkels zijn op sommige trajecten tamelijk dun gezaaid.

### Etappes
| etappe | van             | naar                        | lengte (km) | toelichting                  |
| ------ | --------------- | --------------------------- | ----------- | ---------------------------- |
| 1      | Steenwijk       | Zuideinde                   | 15          |                              |
| 2      | Zuideinde       | Vollenhove                  | 15          |                              |
| 3      | Vollenhove      | N50 (Emmeloord)             | 17          |                              |
| 4      | N50 (Emmeloord) | Ketelbos                    | 22          |                              |
| 5      | Ketelbos        | Lelystad Haven              | 24          |                              |
| 6      | Lelystad Haven  | Trekkersveld                | 24          |                              |
| 7      | Trekkersveld    | Nijkerkersluis              | 22          |                              |
| 8      | Nijkerkersluis  | De Kemphaan (Almeerderhout) | 25          |                              |
| 9      | De Kemphaan     | Muiden                      | 22          |                              |
| A      | Oostvaardersbos | Knarbos                     | 24          | Variant Lelystad             |
| B      |                 |                             | 11          | Dagwandeling Oud-Kraggenburg |

## Afbeeldingen

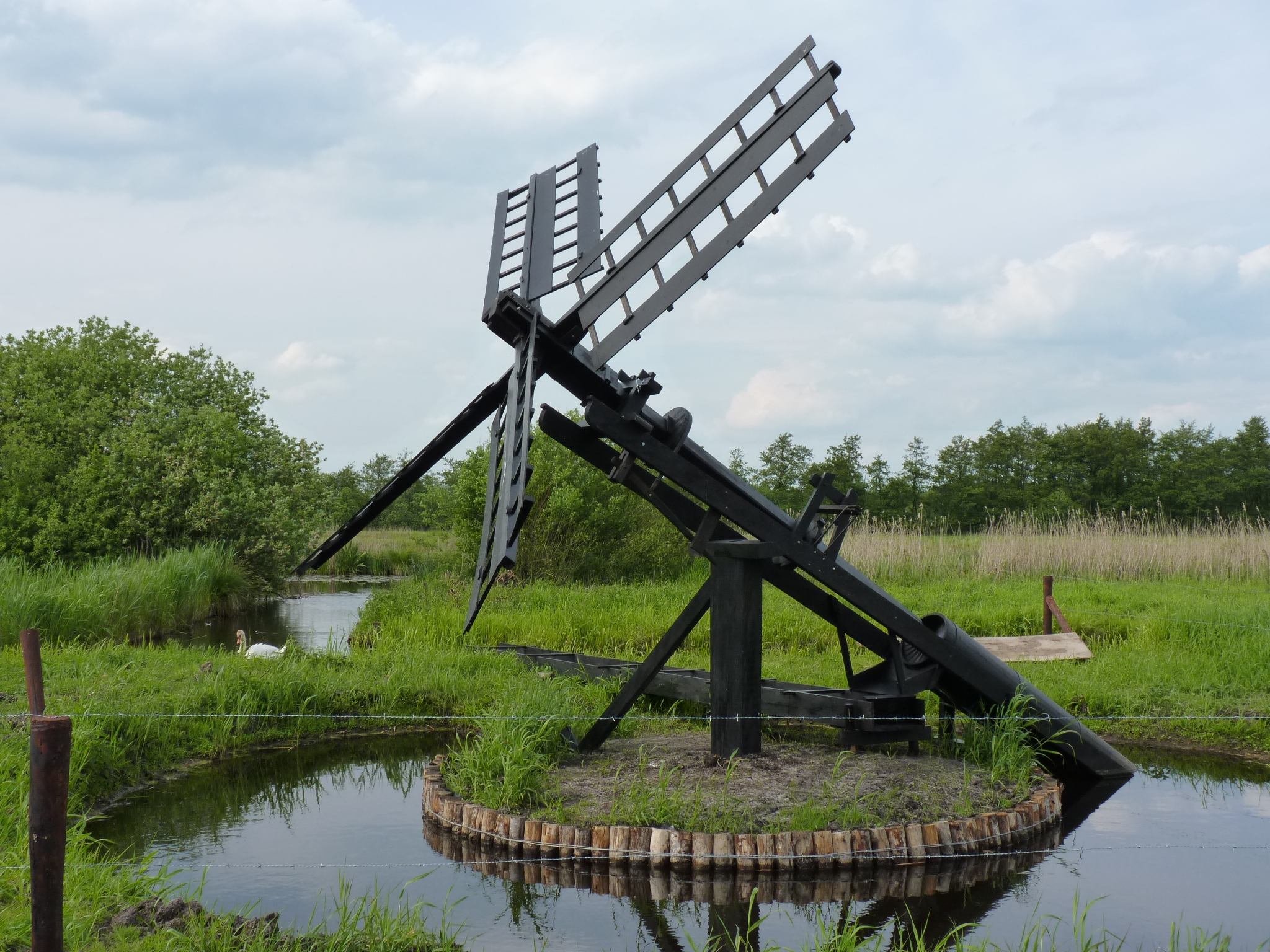
Tjasker bij Jonen
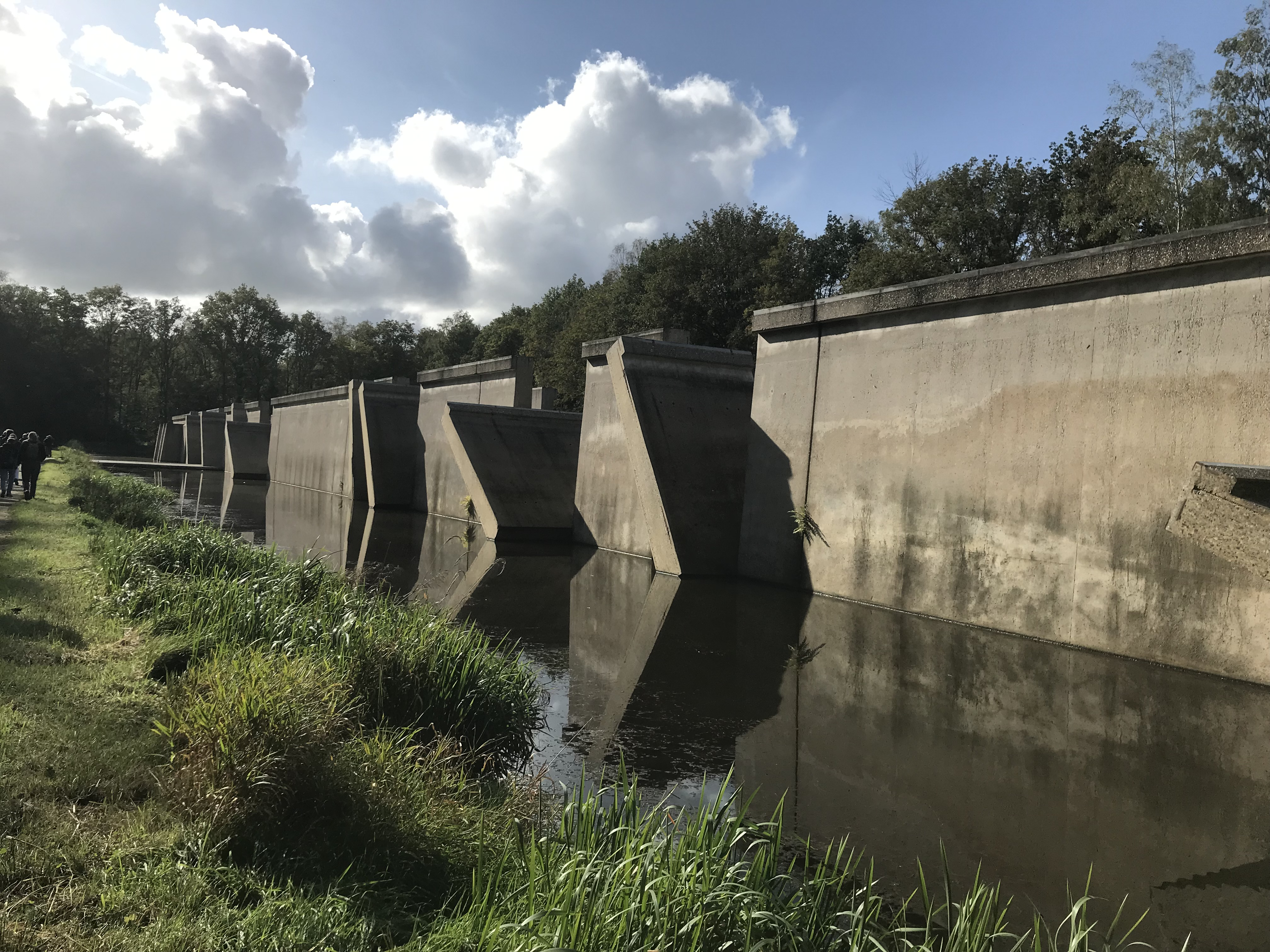
Deltagoot, Waterloopbos
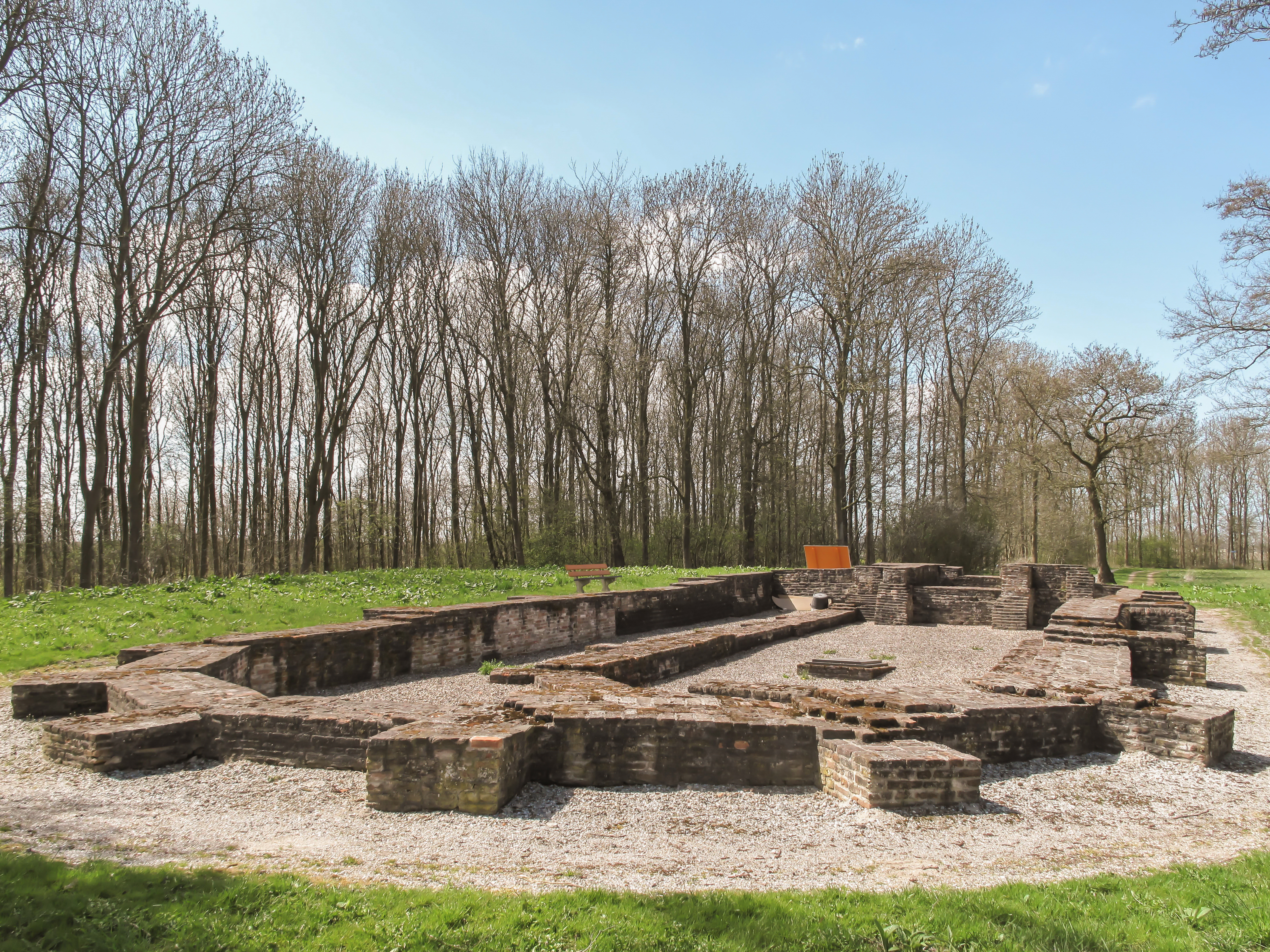
Schokland, Ensenerkerk
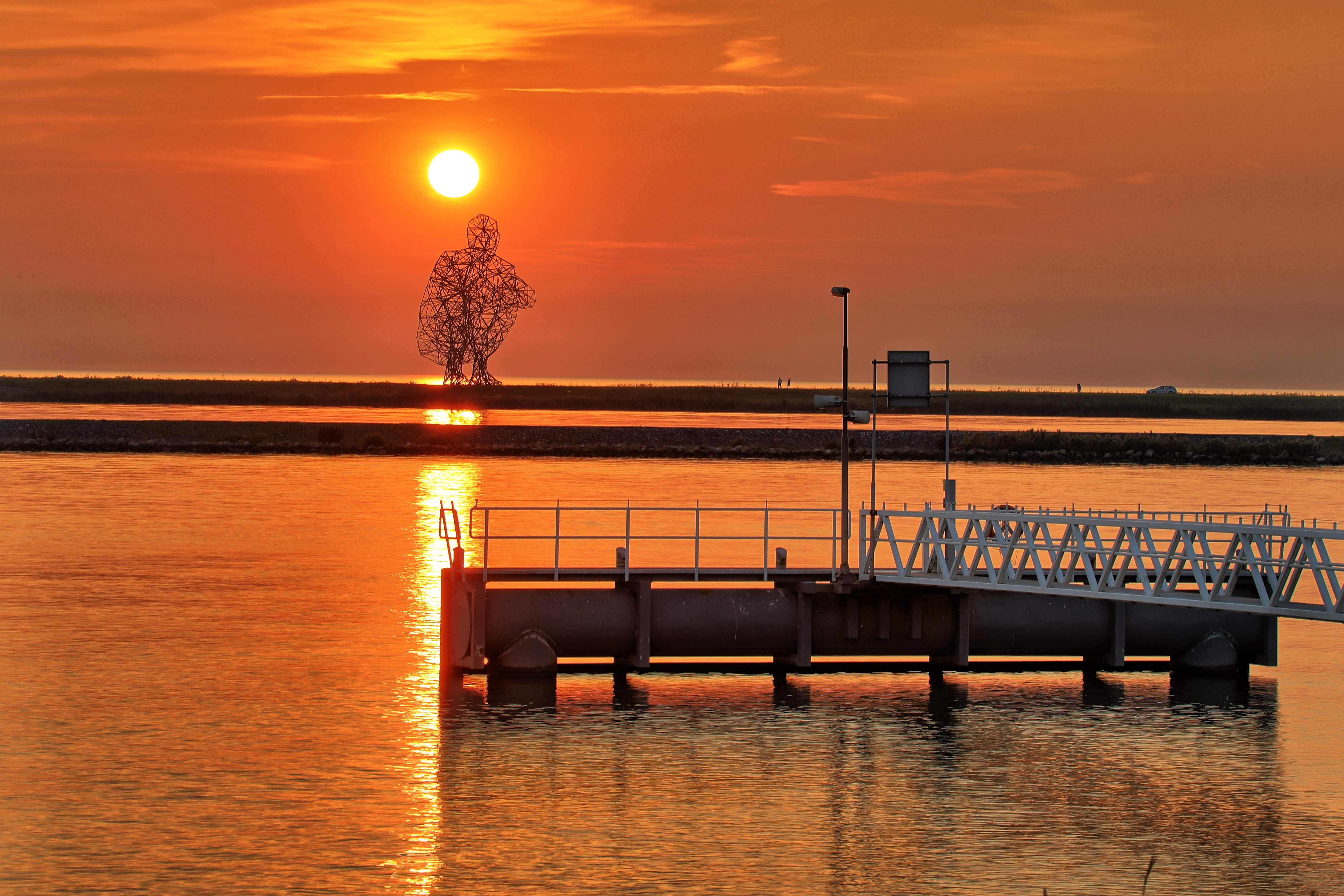
Lelystad
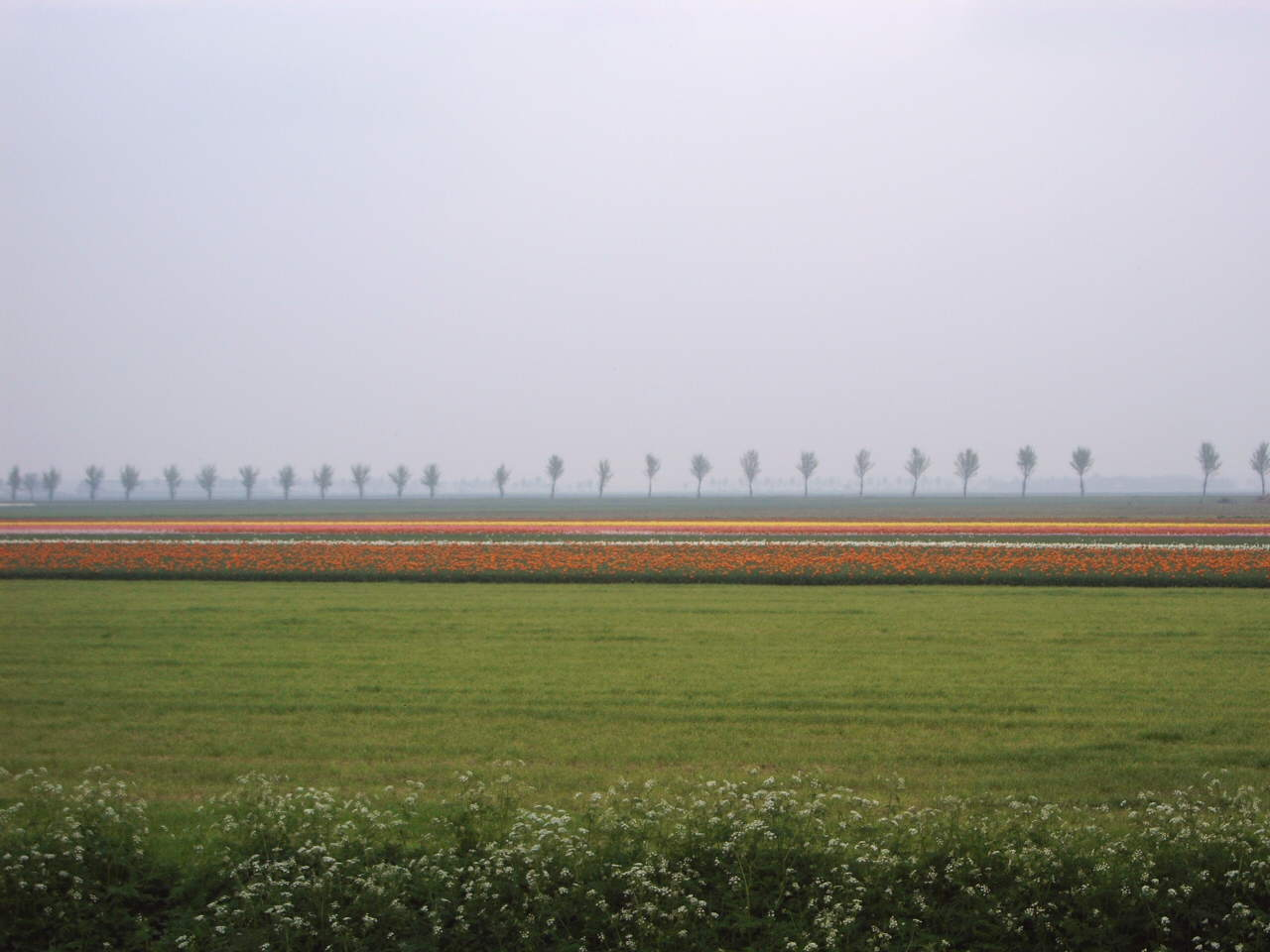
Bloembollenveld tussen Zeewolde en Almere